# Tomáš Klíma (lední hokejista)
Tomáš Klíma (13. června 1990 Dubnica nad Váhom) je slovenský hokejista působící v HC Košice.

## Kluby podle sezon
- 2004-2005 HK Dubnica
- 2005-2006 roční pauza od hokeje
- 2006-2007 HC Verva Litvínov
- 2007-2008 Dukla Trenčín, HC Verva Litvínov
- 2008-2009 Dukla Trenčín
- 2009-2010 Dukla Trenčín, Dukla Senica
- 2010-2011 Dukla Trenčín, HC Energie Karlovy Vary, SK Kadaň
- 2011-2012 HC Energie Karlovy Vary, HC Most
- 2012-2013 HC Energie Karlovy Vary
- 2013-2014 HC Dukla Trenčín
- 2014-2015 MHC Mountfield Martin
- 2015-2016 HKm Zvolen
- 2016-2017 HC Košice
- 2017-2018 HC Košice
- 2018-2019 HC Košice